# Ködös utak
A Ködös utak (eredeti cím: Le quai des brumes) 1938-ban bemutatott fekete-fehér francia filmdráma Marcel Carné rendezésében. A francia filmművészet hol „költői realizmus”-nak, hol, „fekete költészet”-nek nevezett korabeli irányzatának legismertebb alkotása.

## Cselekménye
Egy ködös éjjel a gyarmati hadseregből megszökött katona, Jean (Jean Gabin) Le Havre kikötővárosba érkezik. El akarja hagyni Franciaországot, hogy külföldön új életet kezdjen. Egy városszéli magányos fogadóban húzza meg magát. Itt találkozik, Nellyvel (Michèle Morgan), a fiatal lánnyal, aki erőszakos és féltékeny természetű gyámja, az idős Zabel (Michel Simon) elől menekül. Hajnali sétájukon megjelenik két társával Lucien (Pierre Brasseur) és Nellyt korábbi szeretőjéről, a nemrég eltűnt Maurice-ról faggatja. A támadóan fellépő Lucient Jean leüti.
Később a három férfi Maurice eltűnéséről Zabelt is kérdőre vonja, közben elárulják neki, hogy Nellyt egy katonával látták sétálni. Amikor Jean véletlenül összeismerkedik Zabellel, az idős ember féltékenységét leplezve útlevelet és pénzt ígér neki, ha megöli Lucient. Jean dühösen otthagyja és visszamegy a fogadóba, ahol váratlan szerencse éri: a tulajdonostól megkapja az éjszaka öngyilkosságot elkövetett festő ruháját, pénzét, iratait.
Azt tervezi, hogy egy másnapi hajóval Venezuelába indul. A lánnyal töltött éjszaka után az újságból megtudja, hogy Maurice holttestét és az ő vízbe dobott katonaruháját is partra vetette a tenger. Azonnal menekülnie kell, a szerelmeseknek el kell válniuk; megbeszélik, hogy ha Jean külföldön biztonságban lesz, a lány majd utánamegy. Otthon Nellyt azzal fogadja a gyámja, hogy féltékenységében ő ölte meg Maurice-t. Erőszakkal éppen birtokba akarja venni neveltlányát, amikor váratlanul betoppan Jean, hogy még egyszer elbúcsúzzon Nellytől. Dulakodás támad, Jean megöli Zabelt, majd amikor elindulna a kikötő felé, a ház előtt lelövi őt a lesben álló Lucien.

## Stílus, szereplők
A francia filmművészet klasszikusnak számító alkotása Carné és Jacques Prévert sorrendben harmadik közös munkája. A drámai sűrítettségű cselekmény rövid idő alatt, erősen lehatárolt helyszínen: egy tengeri kikötő külvárosában játszódik. A filmben mereven elkülönül a jók és a gonoszak világa. Két magányos, boldogságra vágyó ember találkozik, mindketten menekülnek a fenyegető erőszak elől, de áldozatul esnek a züllött, mindenre elszánt emberek világának. Jean, a szökevény katona szerelme védelmében maga is bűnöző lesz és szinte sorsszerűen elbukik. Történetéből komor, lemondó hangulat árad. Háttérként megjelennek a társadalom perifériájára sodródott kisemberek figurái: az öngyilkosságba menekülő festő, a különc fogadós és a csavargó.
Ezt a melankolikus, lírai hangulatot árasztja a fényképezés, a film egész képi világa: a ködök és a tompított fények, a sejtelmes külvárosi környezet, a szűk sikátorok és ködös rakpartok, a reális környezetet érzékeltető, de mégis kissé stilizált díszletek, a zene, a zajok (például a hajókürtök búgása). Ehhez a líraian megrajzolt környezethez illeszkedik a színészi játék is. „Carné nagyszerű vívmánya éppen az volt, hogy a filmszerű formaelemeket egységesen tömör, szabályozott stílussá olvasztotta össze.”
A film sikeréhez nagy mértékben hozzájárult a kitűnő szereposztás, különösen Jean Gabin alakítása. Jean Gabin ekkor már a francia film sztárja: Julien Duvivier két korábbi, szintén alvilági környezetben játszódó művének (A spanyol légió, Az alvilág királya) és Jean Renoir A nagy ábránd-jának is főszereplője volt. A Ködös utak forgatásán találkozott először filmbeli partnerével, a még pályája kezdetén álló, de ezzel a szerepével egyszeriben ismertté lett Michèle Morgannal, és találkozásukból szerelem lett.

## Főbb szereplők
- Jean Gabin (Reviczky Gábor) – Jean, katonaszökevény
- Michèle Morgan (Kubik Anna) – Nelly, fiatal lány, gyámság alatt
- Michel Simon (Elekes Pál) – Zabel, Nelly gyámja
- Pierre Brasseur (Csuja Imre) – Lucien, bandavezér
- Édouard Delmont (Komlós András) – a „Panama” fogadó tulajdonosa
- Raymond Aimos (Galkó Balázs) – Quart-Vittel
- Robert Le Vigan (Besenczi Árpád) – Michel Krauss, festő
- René Génin (Pataky Imre) – Mollet doktor
- Marcel Pérès (Beregi Péter) – gépkocsivezető
- Jenny Burnay (Prókai Annamária) – fiatal lány, Lucien barátnője
- Roger Legris (R. Kárpáti Péter) – Hotelalkalmazott
- Claude Walter (Juhász György) – Orphelin, Lucien embere
- Raphaël Raphaël (Varga Tamás) – Lucien másik embere
- ? (Kisfalussy Bálint) – Csapos
- ? (Várkonyi András) – Admirális
- ? (Végh Ferenc) – Idős férfi a bárpultnál
- ? (R. Kárpáti Péter) – Hordót rakó férfi társa a rakparton

## Díjak
- 1939: Louis Delluc-díj